# Bautz’ner

Bautz’ner Logo

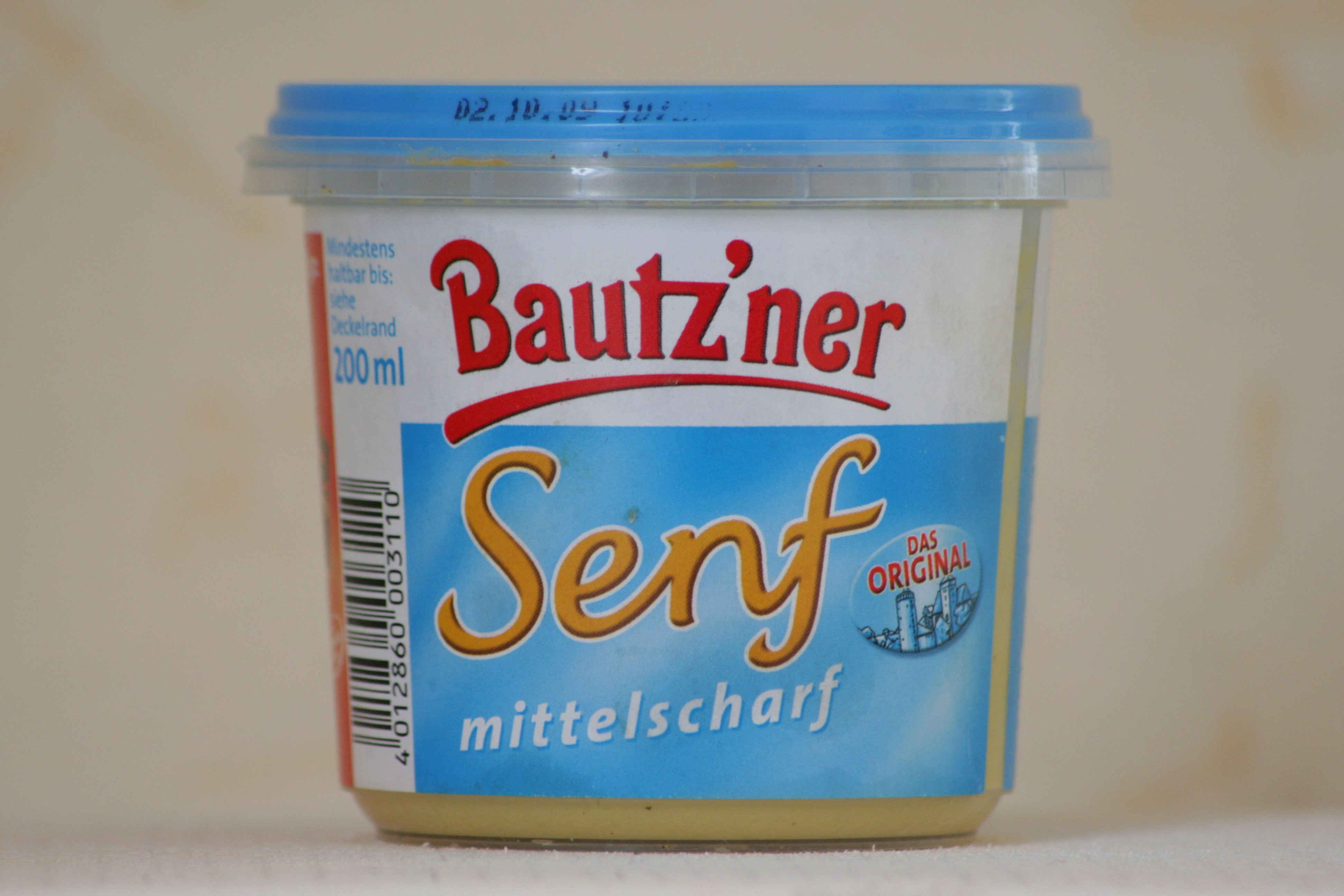
Bautz’ner Senf mittelscharf

Die Bautz’ner Senf & Feinkost GmbH ist ein Lebensmittelunternehmen in Bautzen von Develey Senf & Feinkost. Bedeutendstes Erzeugnis ist der Bautz’ner Senf. Dieser Senf zählt zu den bekanntesten ostdeutschen Produkten. Die Marke Bautz’ner gehörte seit 1992 zum Konzern der Develey Holding GmbH & Co. Beteiligungs KG (Develey Senf & Feinkost aus Unterhaching in Bayern), die Produktion fand jedoch weiter im Werk in Kleinwelka statt. Seit 1. Februar 2008 ist Bautz’ner wieder eine Gesellschaft mit beschränkter Haftung. Geschäftsführer ist Stefan Durach, der auch Geschäftsführer der Develey Holding GmbH ist.

## Geschichte

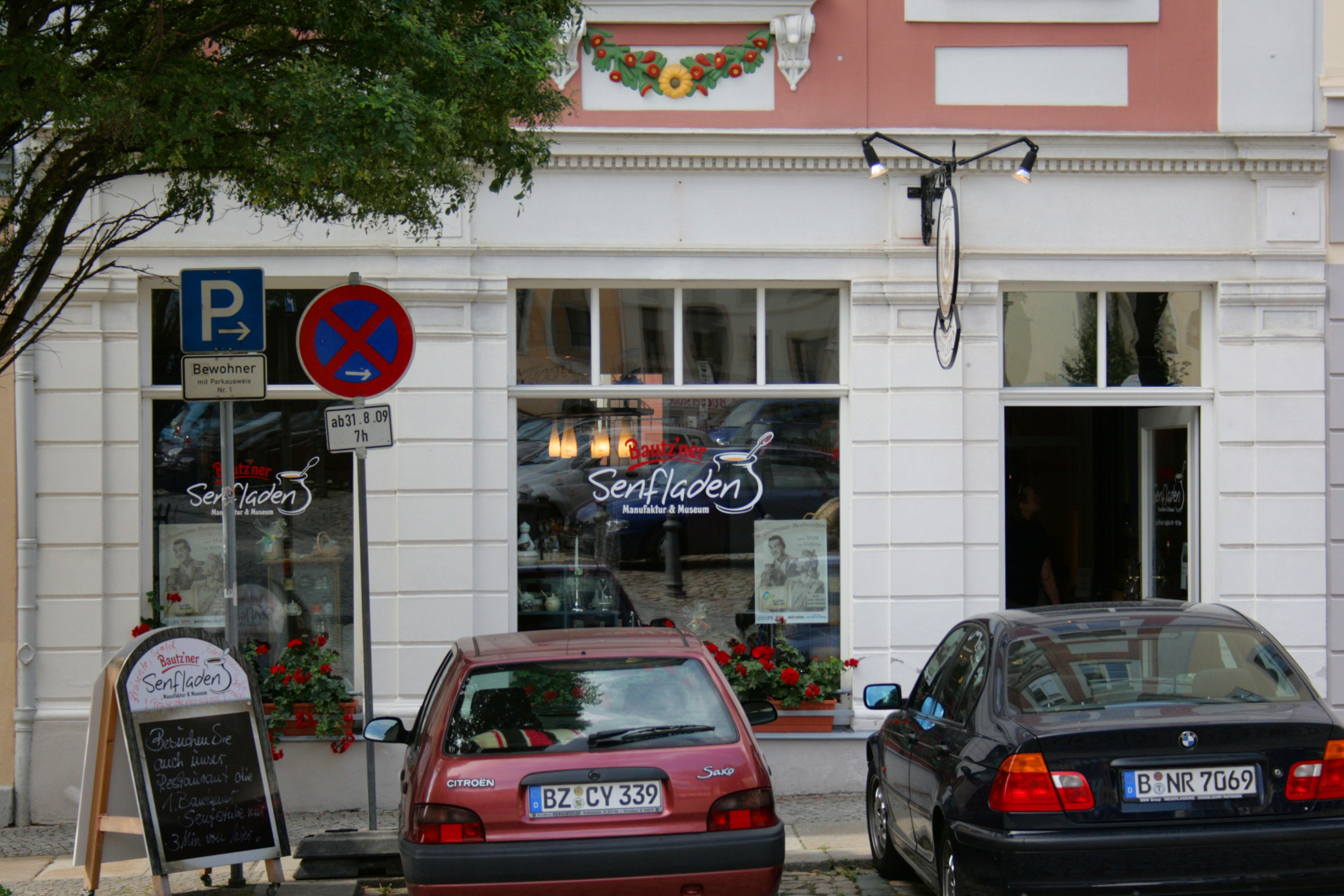
Senfmuseum und -verkaufsstelle am Fleischmarkt

Die Tradition der Senfherstellung in Bautzen begann mit der 1866 in Bautzen gegründeten Firma Britze & Söhne. Sie hatte eine Feinkostabteilung, in der auch Mostrich hergestellt wurde. Am 1. Januar 1953 wurde das Unternehmen verstaatlicht zum VEB Essig- und Senffabrik Bautzen, später umfirmiert in VEB Lebensmittelbetrieb Bautzen. Dort wurde unter anderem mittelscharfer Senf hergestellt und unter der Marke Bautzener Senf vertrieben. Dieser wurde der mit Abstand beliebteste Senf der DDR.
Da das Firmengelände in der Bautzner Innenstadt zu klein wurde, zog das Unternehmen ab 1976 in zwei Abschnitten nach Kleinwelka.
Mit der Wende in der DDR 1989/90 wurde auch die Zukunft des Bautzener Senfs unsicher, allerdings hielten ihm die Verbraucher – im Gegensatz zu vielen anderen Ostprodukten – auch in der Umbruchphase weiterhin (wenn auch in etwas geringerem Maße) die Treue. Das Traditionsunternehmen Develey Senf & Feinkost aus Unterhaching in Bayern kaufte 1992 das Bautzener Werk mit 70 Mitarbeitern von der Treuhandanstalt und investierte umgerechnet 10 Millionen Euro in eine neue Senf- und Feinkostfabrik in Bautzen. Der Neubeginn erfolgte unter der neuen Dachmarke Bautz’ner.
Seit März 2008 besteht am Fleischmarkt in Bautzen ein Senfmuseum mit Exponaten wie historischen Senfdosen, alten Menagen und seltenen Kochbüchern zum Thema Senf sowie eine Senftheke, an der außergewöhnliche Senfsorten probiert werden können.

## Produktion

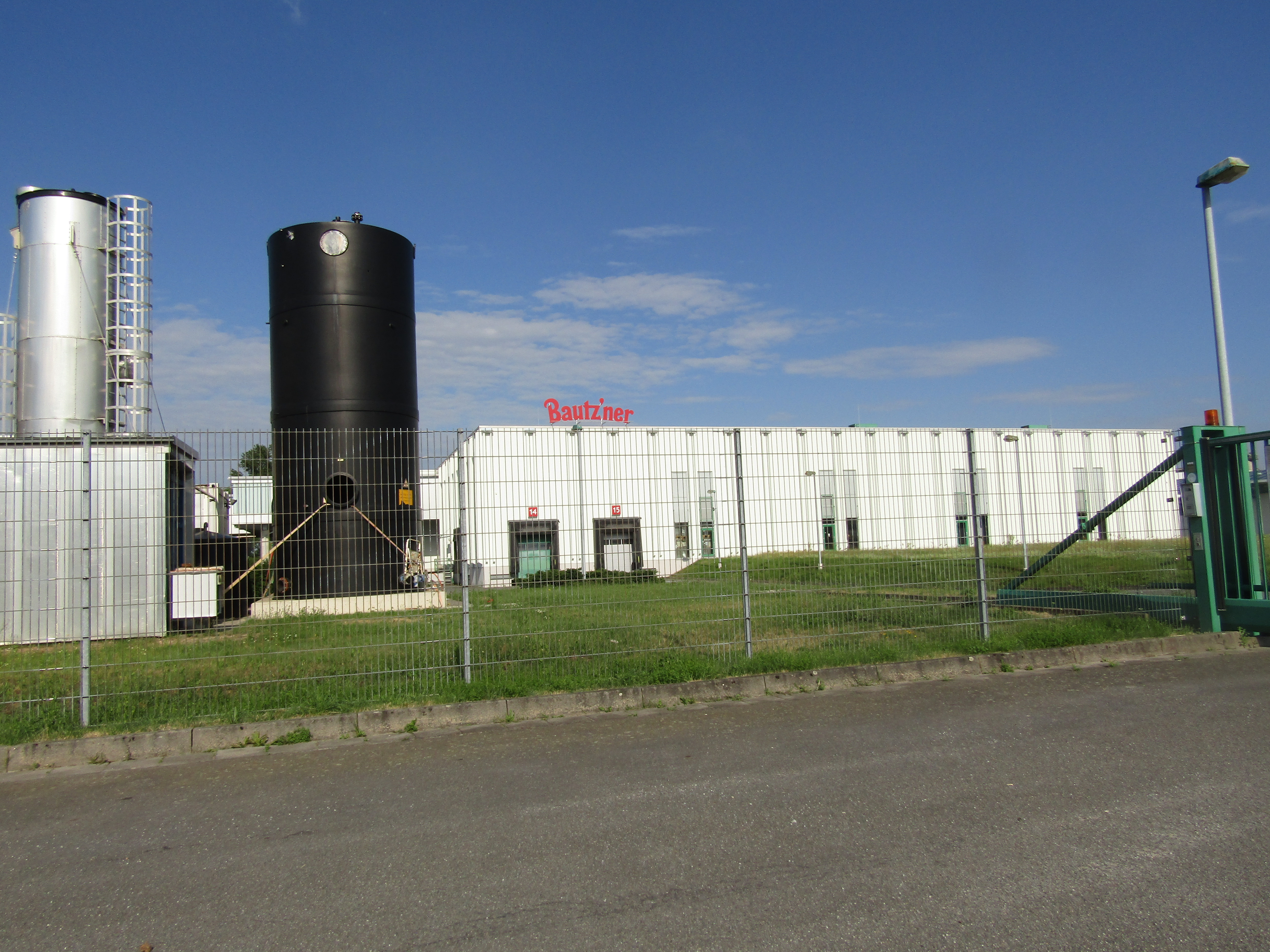
Produktion in Bautzen (2021)

Wichtigstes Produkt ist auch heute der Senf Bautz’ner Mittelscharf mit 90 Prozent Produktionsanteil. Davon werden pro Jahr 38 Millionen Becher verkauft. Typisch ist ein leichter Meerrettichgeschmack, der seinen Ursprung im Allylsenföl hat, das beim Einmaischen der geschroteten Senfkörner frei wird. Die typische Farbe entsteht nicht durch Beigabe der sonst üblichen Kurkuma-Wurzel, sondern durch die feine Mahlung der Senfkörner.
60 Prozent der verwendeten Senfsaaten kommen aus regionalem Anbau in Deutschland, davon 45 Prozent aus Mecklenburg-Vorpommern und 15 Prozent aus der Oberlausitz, der restliche Anteil aus Kanada und der Ukraine. Der benötigte Essig wird selbst produziert.
Zeitweise Ideen, die Rezeptur im Sinne von in Westdeutschland üblicheren Geschmacksrichtungen zu verändern und die Farbe „optisch günstiger“ zu gestalten, wurden aufgrund von absehbaren Kundenprotesten und dem Erfolg der Marke fallen gelassen.
Vor 1989 arbeiteten über 200 Mitarbeiter im Lebensmittelbetrieb Bautzen. Heute sind 56 Mitarbeiter beschäftigt. Das Werk in Bautzen liefert insgesamt jährlich 17.000 Tonnen Senf aus.
In Ostdeutschland ist der Senf mit 70 Prozent Marktführer. In Gesamtdeutschland liegt Bautz’ner mit einem Marktanteil von 23 Prozent vor dem nationalen Mitbewerber Thomy und ist damit gesamtdeutscher Marktführer. In einem Senftest des Verbrauchermagazins Öko-Test vom Juni 2021 schnitt der Bautz’ner Senf nicht gut ab, es wurden in der Sorte „Mittelscharf“ Spuren von Glyphosat gefunden und die Verwendung natürlicher Aromen bemängelt. Die Produktpalette umfasst mittlerweile außer verschiedenen Senferzeugnissen auch verwandte Feinkostartikel. Gurken, Konserven, Soßen, Ketchup und Salatdressings werden von anderen Develey-Werken hergestellt.